# Parque Ecológico São Sebastião

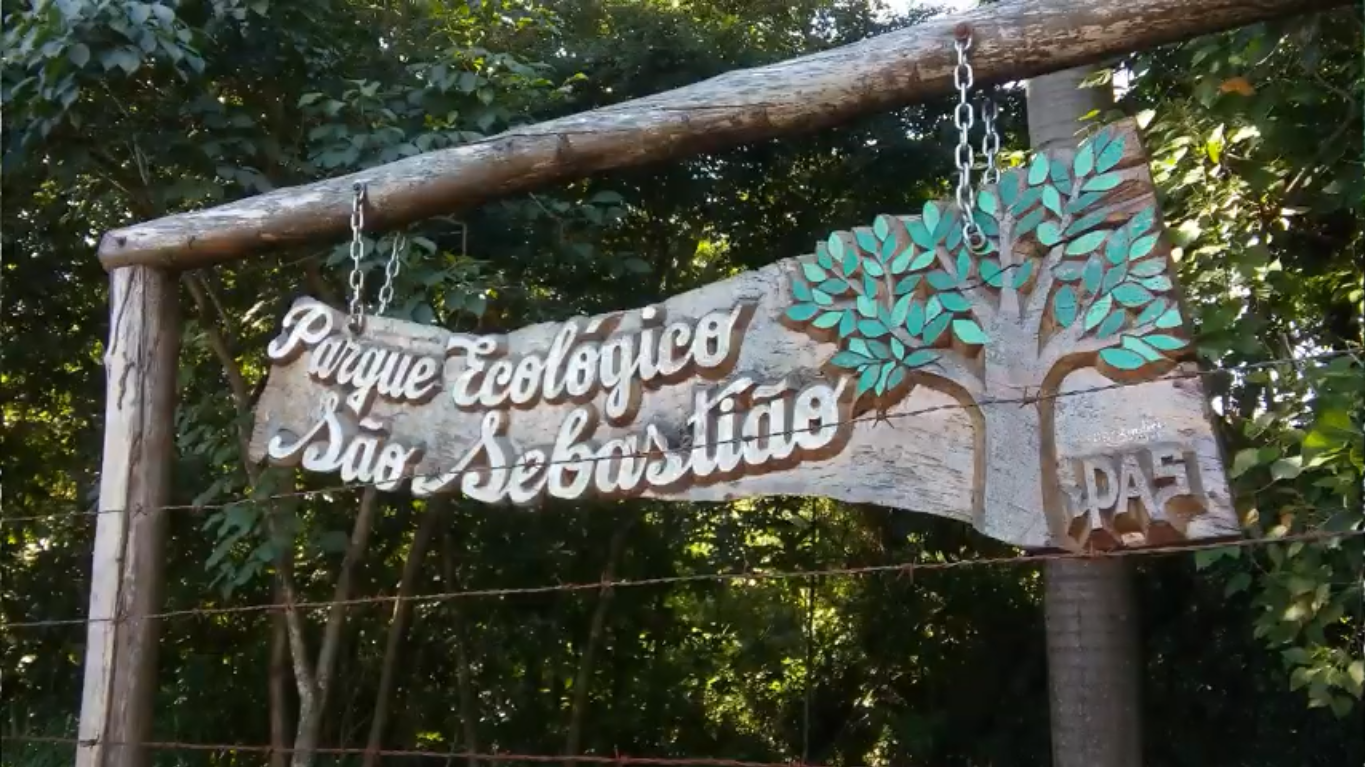
Pórtico na entrada da Área I, na rua Chile.

O Parque Ecológico São Sebastião é uma Área de Preservação Permanente localizada em Mococa, cidade do interior de São Paulo. Criada em 1996, pela iniciativa dos moradores da Vila Quintino e da Fundação Ecologia e Vida. Possui uma área de aproximadamente 98.000 m2. É uma das principais, e mais importantes, áreas verdes urbanas do município em questão, tendo uma grande diversidade de fauna e flora. É dividido em duas partes: A área I e área II, sendo a diferença principal entre as duas: o tipo de vegetação, animais presentes e o nível de conservação.

## História

### Origens e Formação

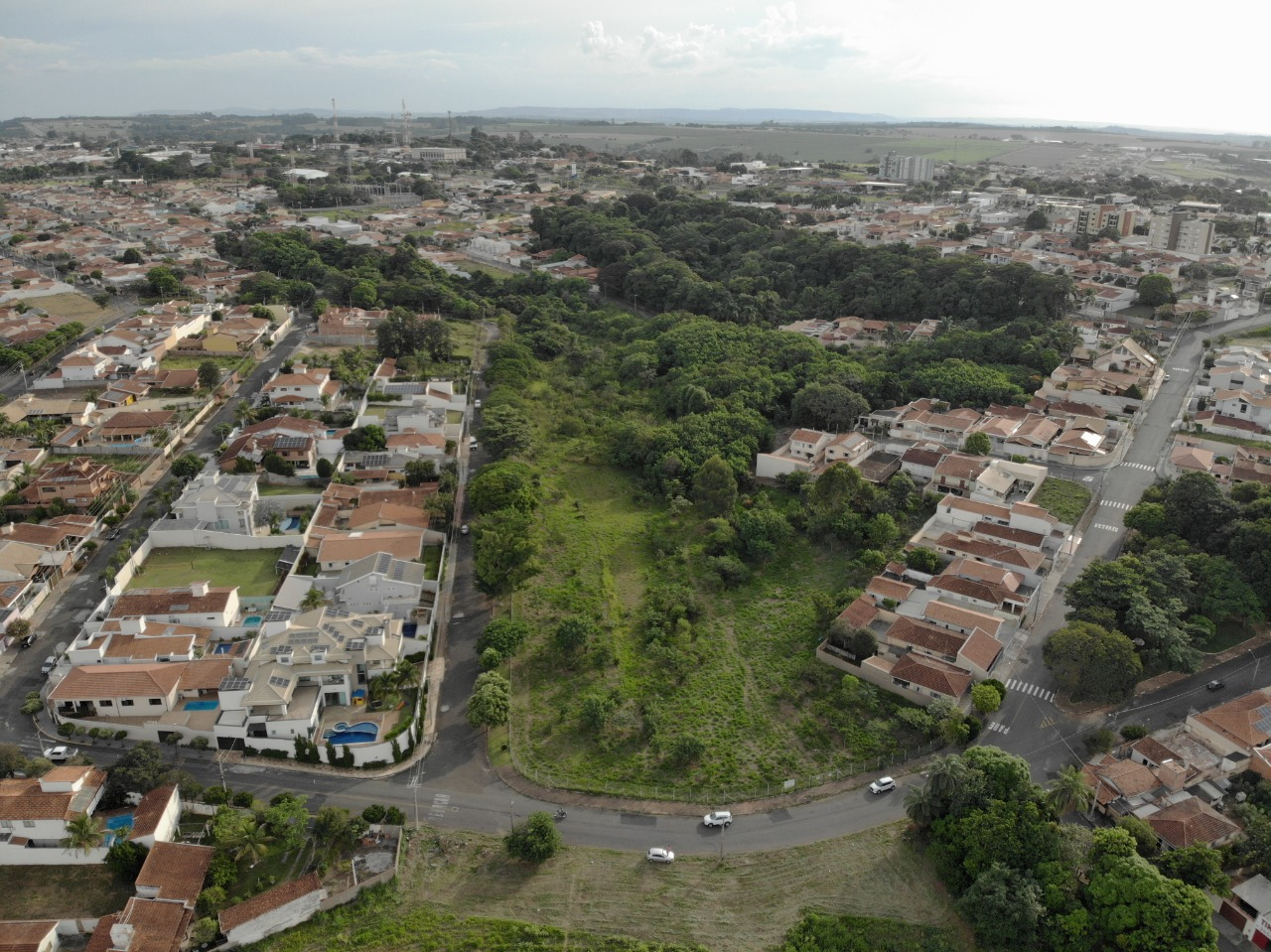
Visão panorâmica do parque e seu entorno.

Na segunda metade da década de 1990, os moradores do bairro Vila Quintino se reuniram para discutir sobre uma extensa área verde localizada nas proximidades, cuja falta de cuidados e manutenção, estava começando a se tornar um espaço de tráfico de drogas, andarilhos e descarte de lixo. Foi nesta primeira reunião, liderada por Wilson Saboya, que a ideia de se angariar recursos, cercamento e plantio de mudas foi colocada em prática. O Parque Ecológico São Sebastião foi oficialmente criado através do Decreto Municipal n° 3.184, no dia 27 de Agosto de 1996.
A população dos bairros Vila Quintino e Jardim Lavínia aderiram maciçamente ao projeto, apoiados pela Associação de Moradores da época, vindo a criar então a Fundação Ecologia e Vida, responsável pela recuperação, revitalização e manutenção do parque. Com a presidência de Saboya na recém-criada Fundação, diversas parcerias foram firmadas, acarretando no cercamento da área I do parque no ano de 2001.
Na ocasião, os moradores realizaram a doação dos alambrados, a empresa Laticínios Mococa doou a rede hidráulica e a AES Pardo, as mudas e mão de obra. Sendo plantadas 4000 árvores nos meses subsequentes, a Área I (com 40.000 metros quadrados) atualmente se encontra totalmente conversada, com um bosque formado, trilhas estruturadas e uma mina a'água preservada.

### Projeto Uniararas
Entre os anos de 2008 e 2009, após a consolidação da Área I, os diretores da fundação na época, sob a liderança de Wilson Saboya, firmaram parceria com a Universidade Uniararas para a execução de um projeto de revitalização para o parque, dando continuidade a recuperação da Área II, além de resolver questões pendentes no outro lado. Após a devida aprovação da Cetesb, visando a obtenção de recursos no Fehidro, na cidade de Ribeirão Preto, formalizou-se a intenção de obter o financiamento em duas oportunidades, nos anos de 2009 e 2011. Porém, não houve a aprovação necessária e o projeto permaneceu sem novas intervenções. 

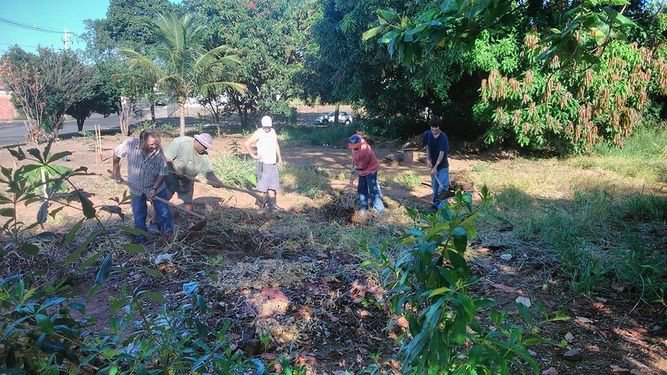
Mutirão de revitalização em 2014.

Em 2013, através da iniciativa do Jeferson de Freitas, houve uma oportunidade de se contar com o apoio e colaboração de um empresário. Este último, interessado pela causa, realizou uma reunião com a então Prefeita da época, solicitando apenas que se contivesse quatro erosões no entorno do parque, porém, pela falta de resposta da prefeitura, o promisso apoiador desistiu de sua iniciativa.

### Retomada do Projeto
Em setembro de 2014, a porção frontal do parque localizada na Rua Guatemala, na área II, passou a ser reflorestada por um dos vizinhos, realizando o plantio de mudas de árvores num espaço que se encontrava degradado. Contando ainda com uma Mina d'Água no local, a intervenção foi bem-sucedida, graças ao apoio de vizinhos próximos e de um membro de uma ONG local, através da doação de mudas ali plantadas.

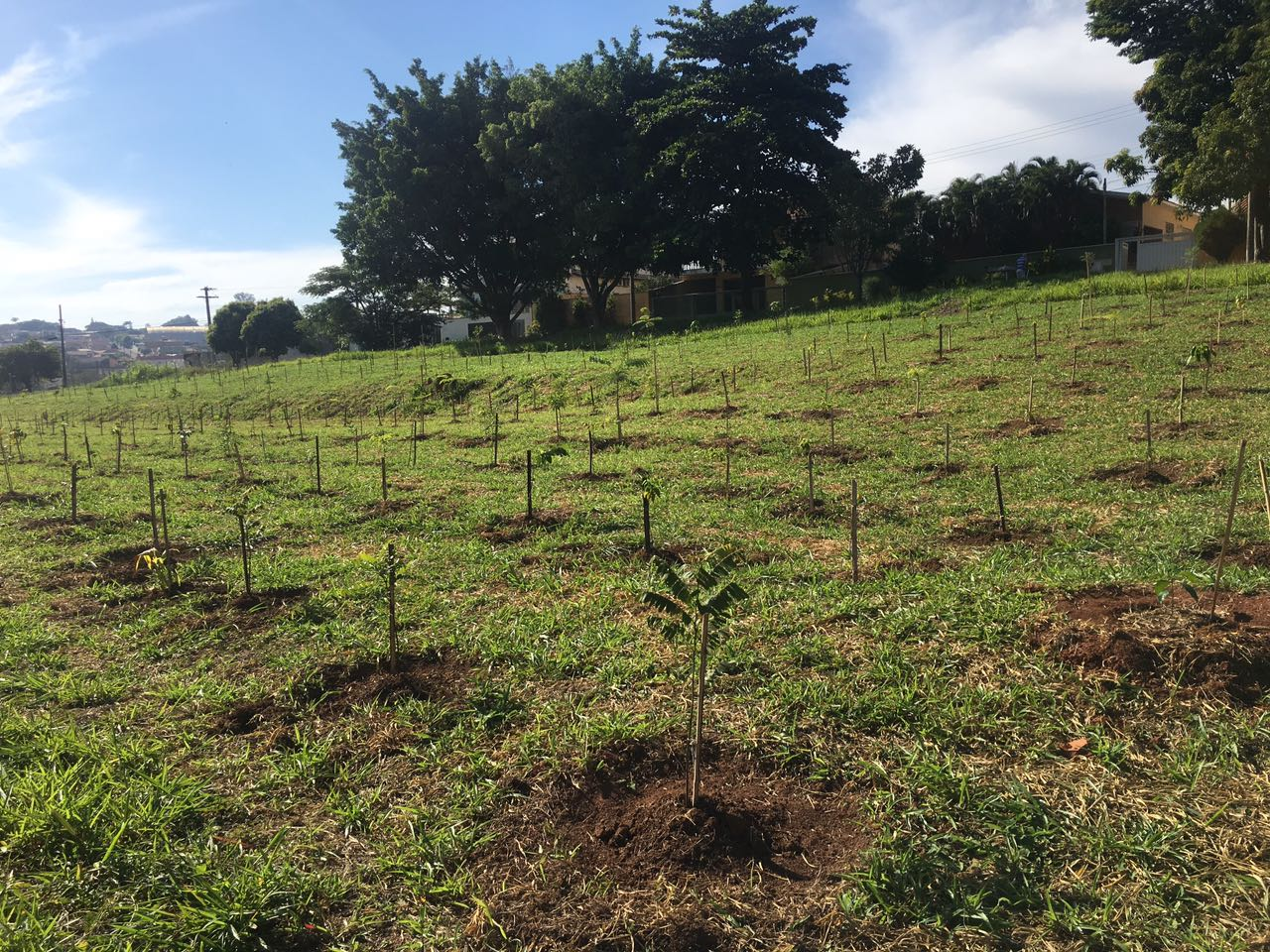
Plantio de 750 mudas na Área II, Rua Niterói.

Em Junho de 2017, uma nova diretoria, por intermédio e iniciativa do então secretário, foi constituída e passou a buscar iniciativas para divulgação e promoção do Parque Ecológico, realizando melhorias e intervenções na Área I, com a pintura e renovação dos quatro portões, instalação de um pórtico rústico e de diversas placas informativas nas entradas do local.

### Revitalização da Área II
No dia 21 de Janeiro de 2018, iniciou-se a revitalização geral da Área II, com o plantio de mais de 750 mudas de árvores nativas e frutíferas, contanto com mais de trinta espécies diferentes. A maioria já com um bom tamanho e desenvolvimento. Fator que visa acelerar o re-lorestamento daquele espaço, localizado na Rua Niterói.
Um novo plantio foi iniciado a Novembro de 2018, buscando finalizar o re-florestamento daquela porção do parque. Foram aproximadamente 1000 mudas plantadas naquele período.
O cercamento da Área II voltou a pauta, graças a uma nova intimação do promotor local a Prefeitura, exigindo tal feito por ocasião de um TAC (Termo de Ajustamento de Conduta) de governos anteriores. O projeto iniciou sua execução nas últimas semanas de Abril de 2018, após longo processo licitatório. Tendo como empresa vencedora Mococa Engenharia.. Atualmente, 2/3 da área já se encontra contemplada com o alambrado.
A partir de Fevereiro de 2019, a empresa Elecnor, ao cumprir uma contra-medida ambiental por ocasião da instalação de torres de energia, linhas de transmissão, na área rural de Mococa, realizou-se o plantio de 500 mudas na área II do Parque, porém na extensão da R.Florianópolis, cujo local também se encontrava sem intervenção.

## Fauna e Flora

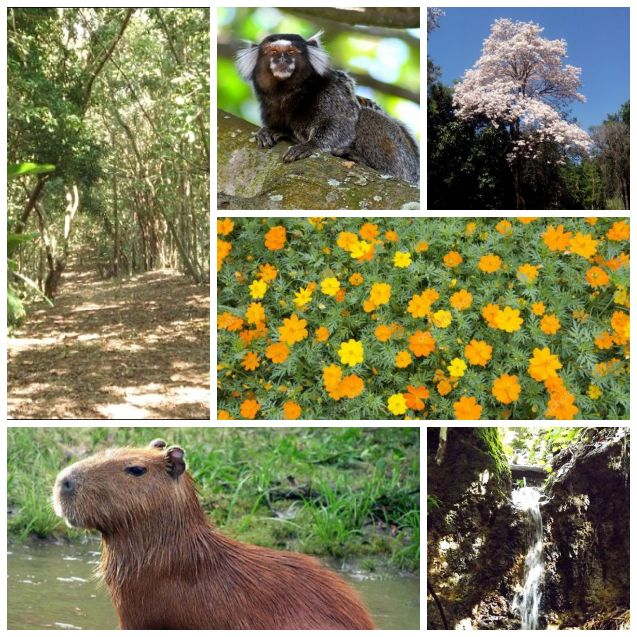
Fauna e Flora do Parque Ecológico.

Atualmente, o Parque Ecológico conta com grande diversidade em fauna e flora, tanto na Área I, quanto na II. Segue abaixo uma lista de algumas espécies ali encontradas, de origens nativas e exóticas, de ambos os segmentos mencionados:

### Fauna
- Capivaras, Tucanos, João de Barro, Lebres, Lagartos, Preás, Macaquinhos Sagui, Gaviões Carcará, Canários da Terra, Tatus, Gambás, Ouriços, Seriemas, Saracuras, Alma de Gato, Anu-Preto, Maritacas, Coruja-Buraqueira, entre muitos outros.

### Flora
- Araucária, Angico, Amoreira, Aroeira, Bálsamo, Barbatimão, Canafístula, Cedro, Embaúba, Jerivá, Ipê-Roxo, Ipê-Amarelo, Ipê-Branco, Ficheira, Ingá, Jacarandá, Paineira, Pau-Brasil, Pau-Ferro, Jatobá, Saboeiro, Chichá, Tucaneiro, Mutambo, Mangueira, Sangra D'Água, Timburi e muitas outras espécies.

## Galeria de Fotos

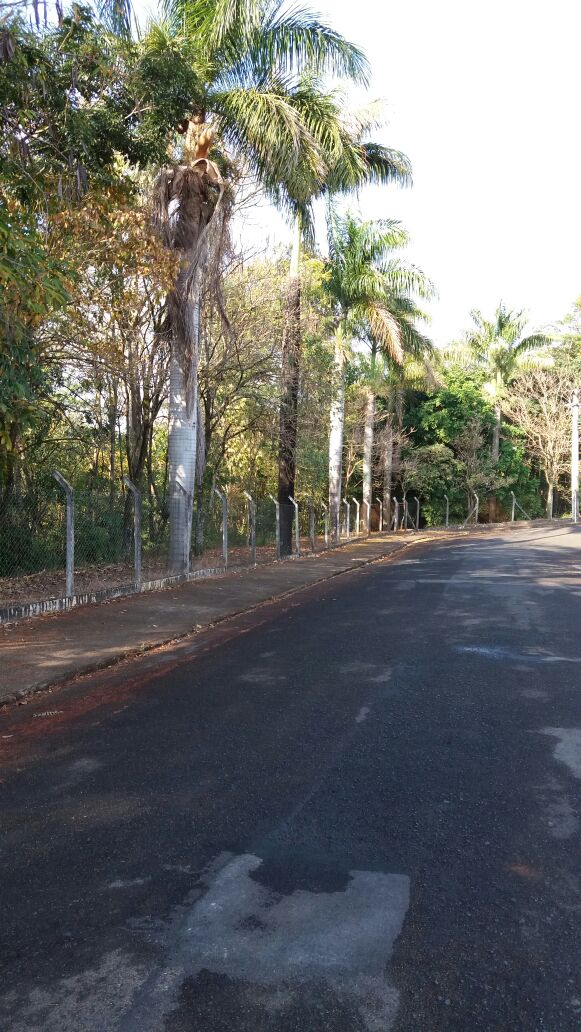
Vista externa da Área I, na Rua Chile.
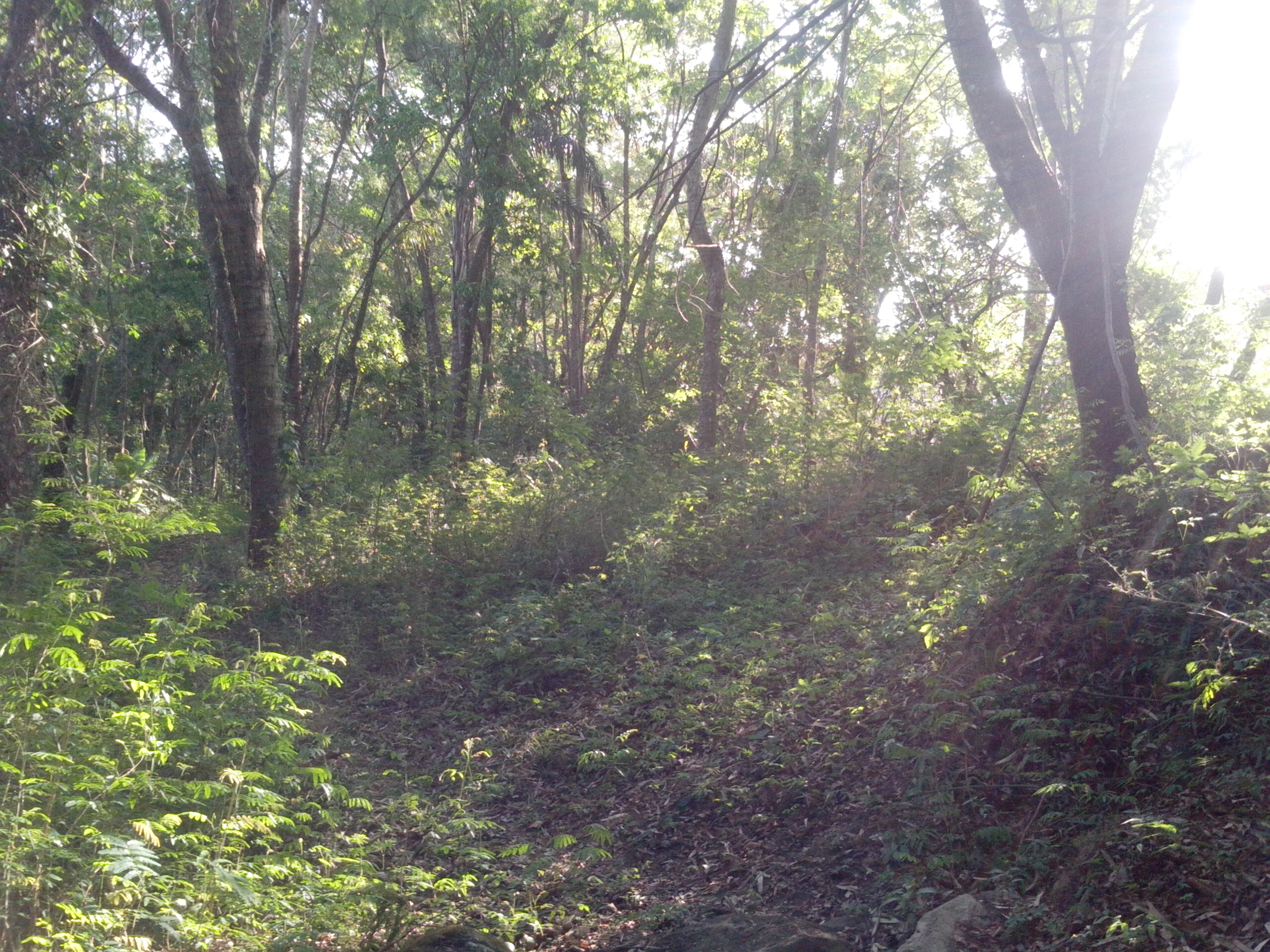
Trilha na Área I.
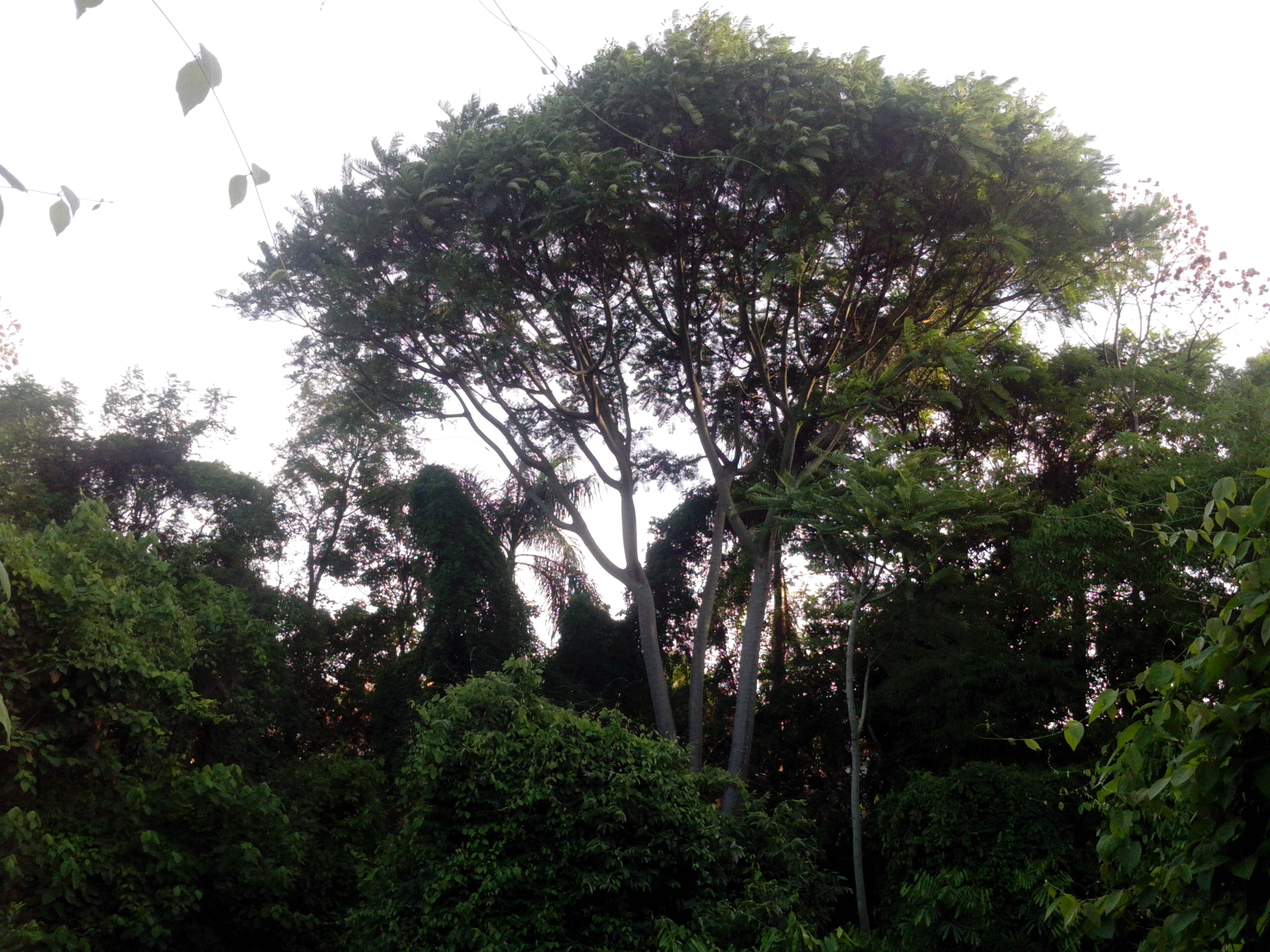
Guapuruvu no Parque.
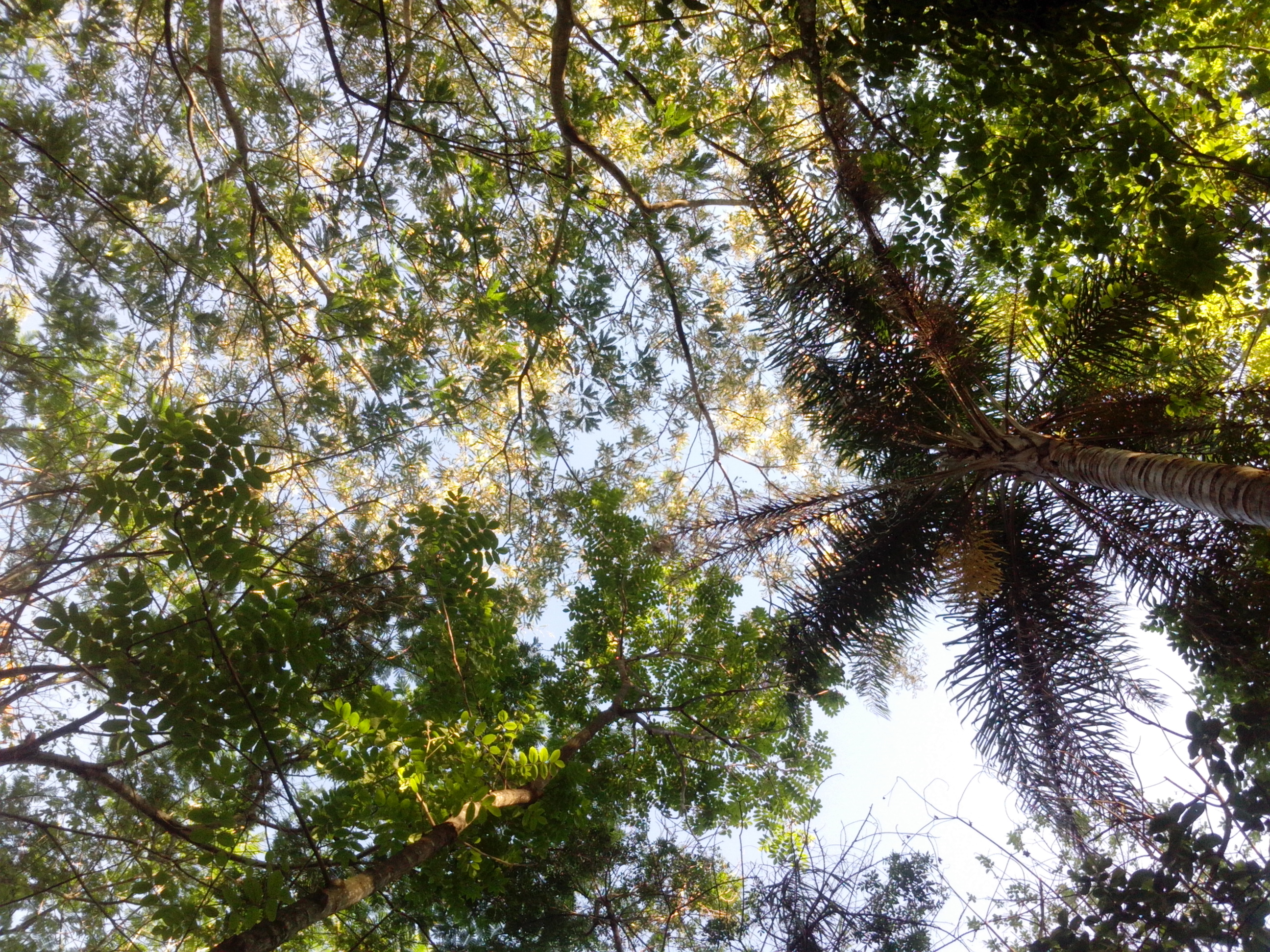
Interior da Área I.
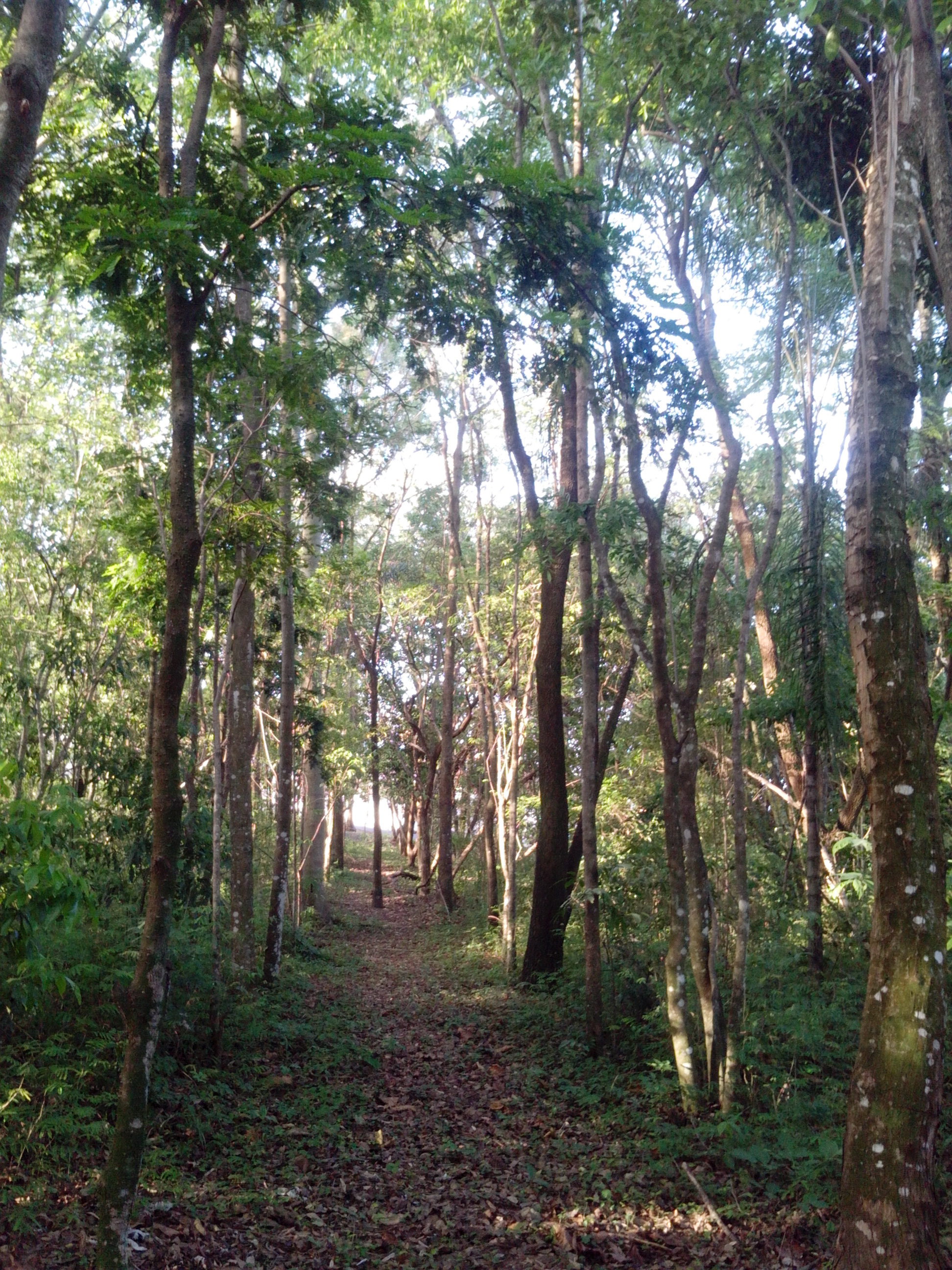
Caminho e Paisagem.
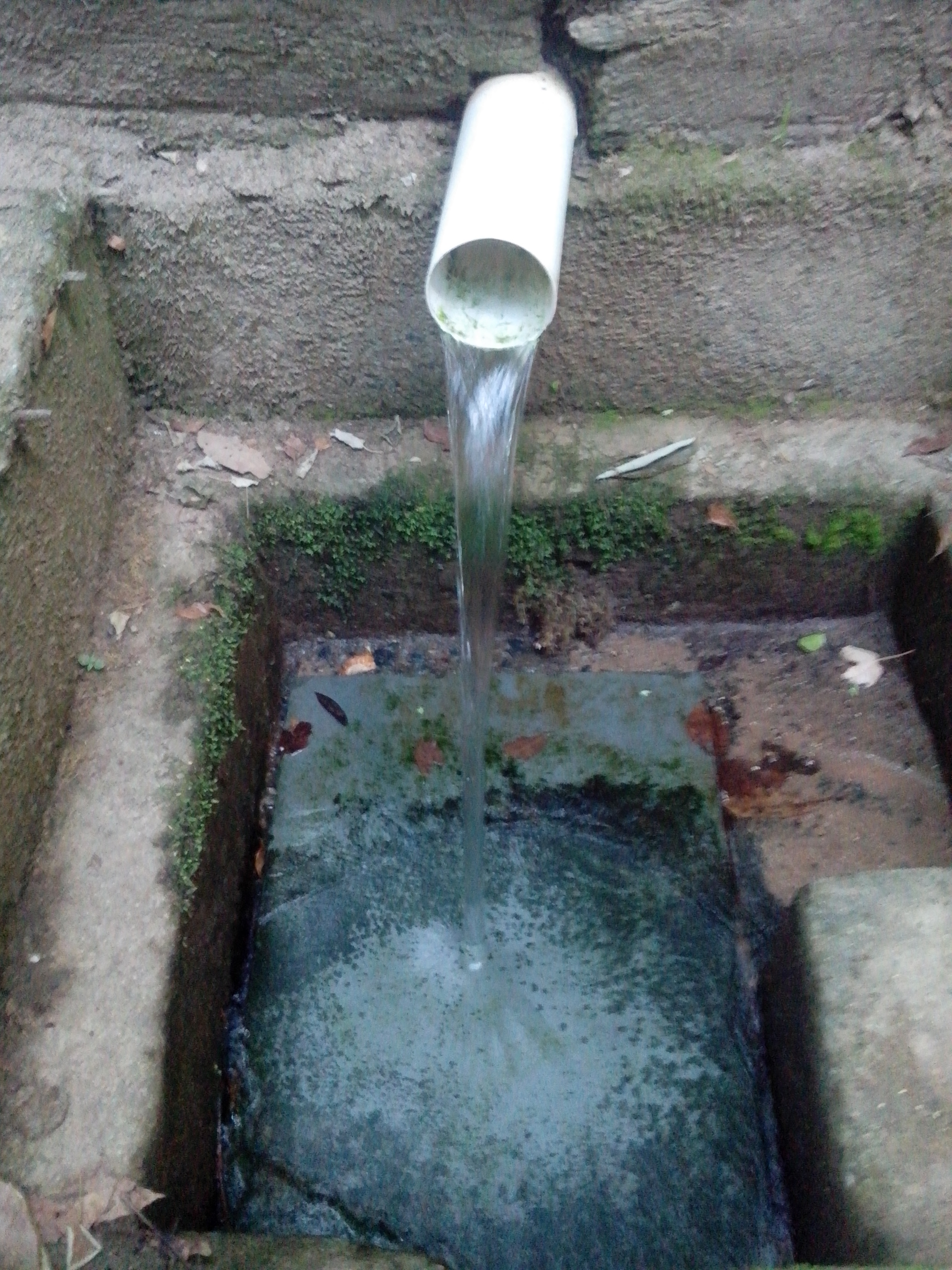
Mina D'Água da Área I.
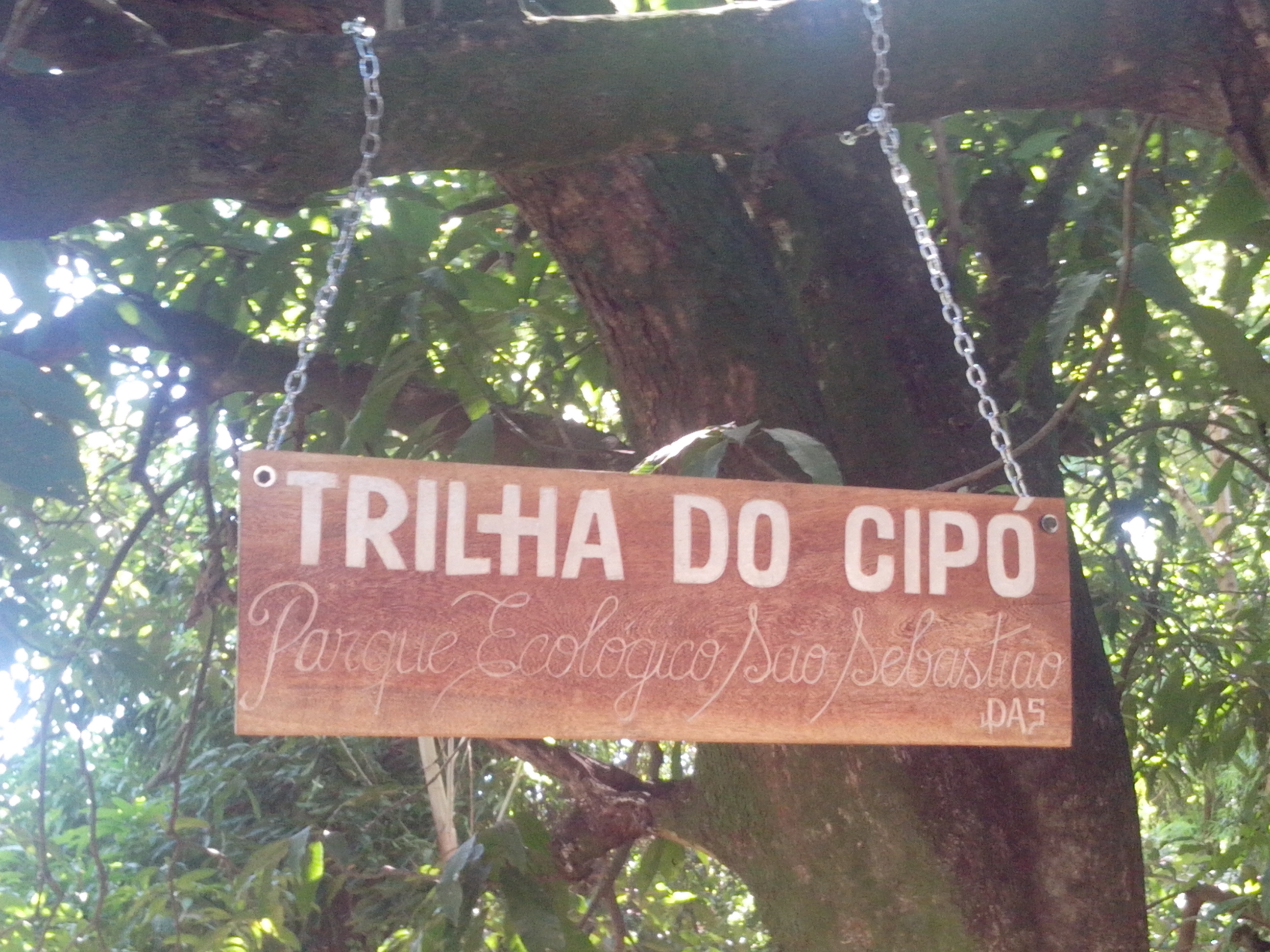
Placa rústica da Trilha.
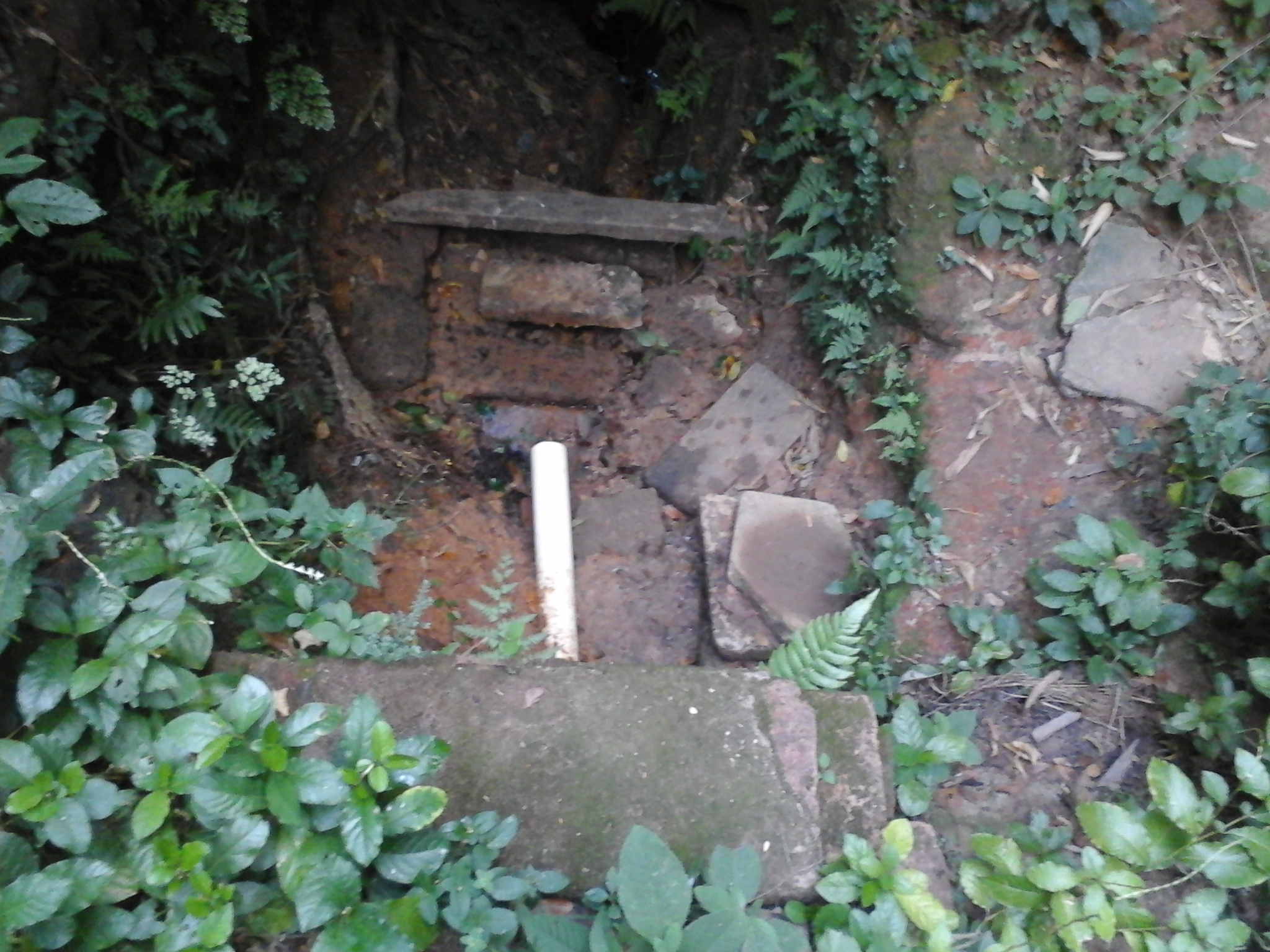
Mina D'água da Área II.
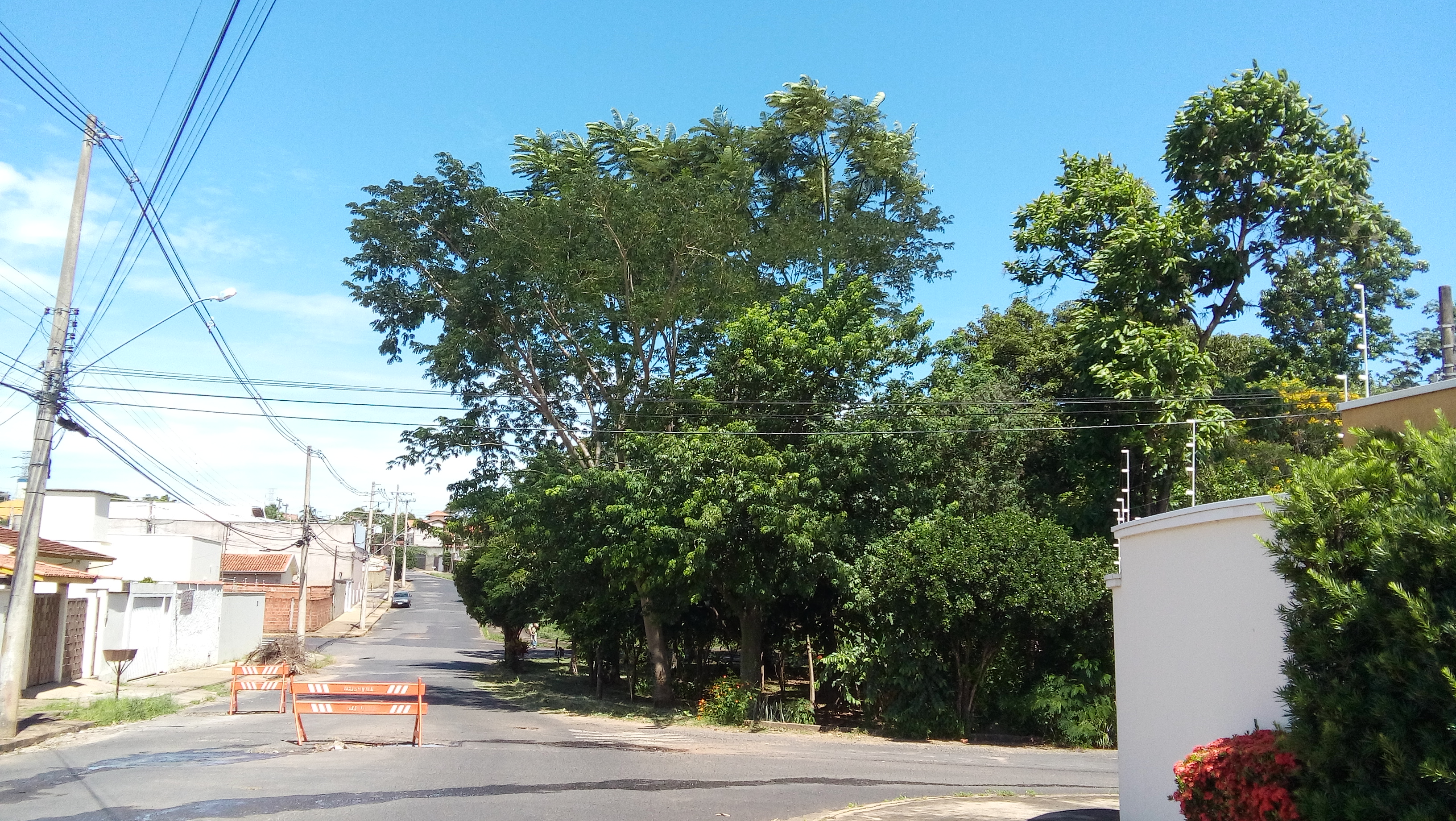
R.Guatemala, em Janeiro de 2021.
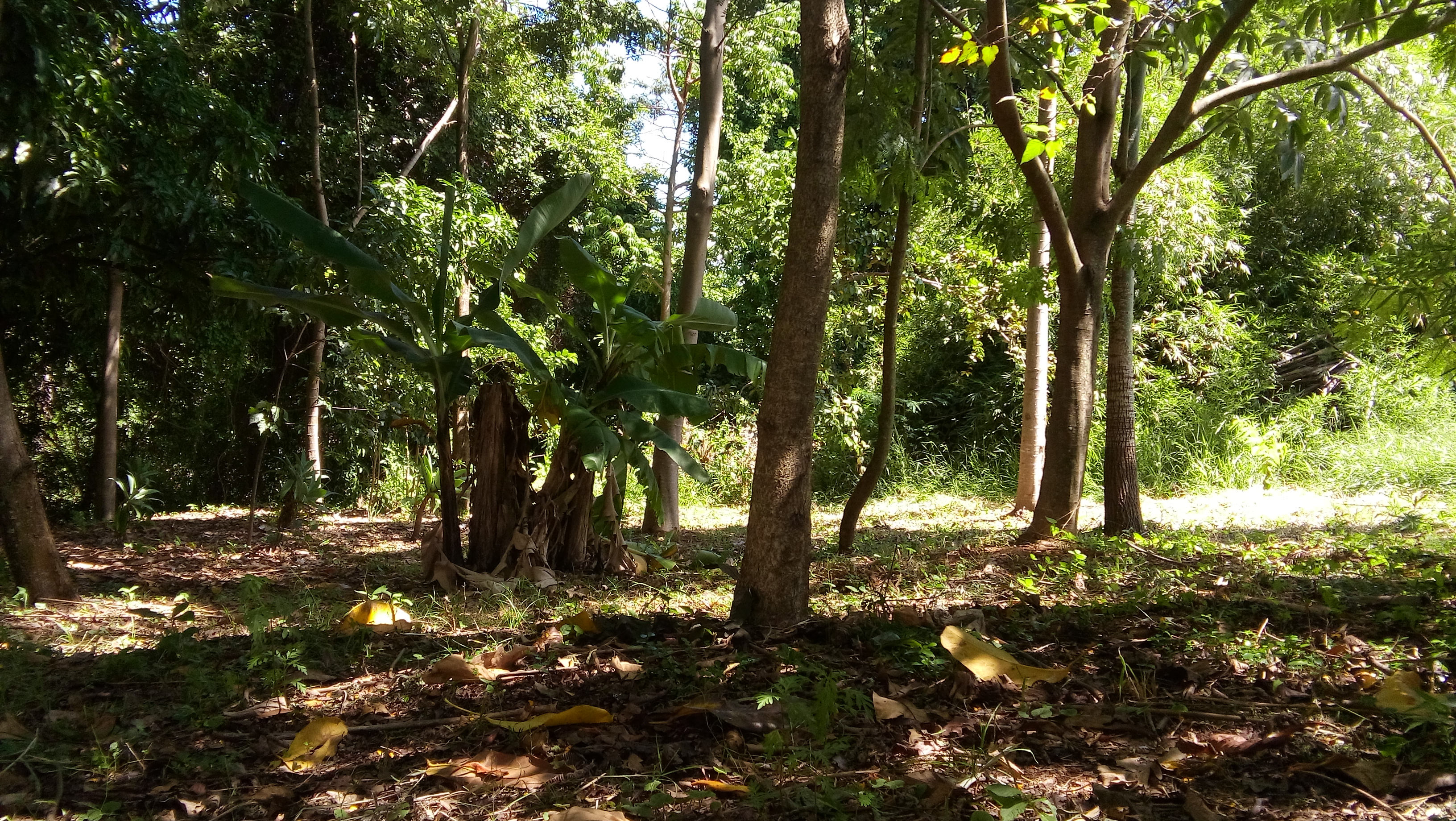
Interior do jovem Bosque, R.Guatemala
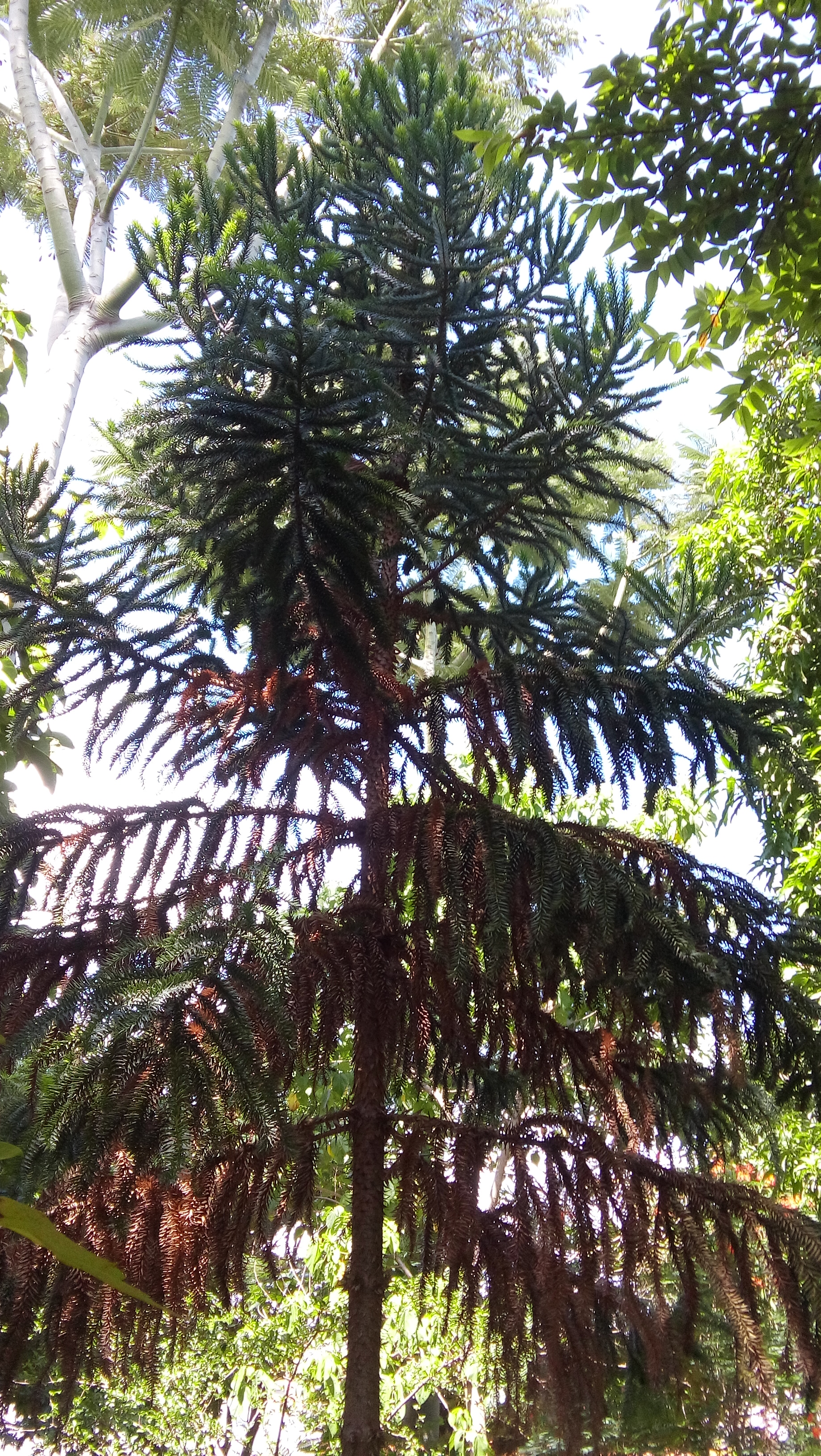
Exemplar de Araucária, plantada em 2014.
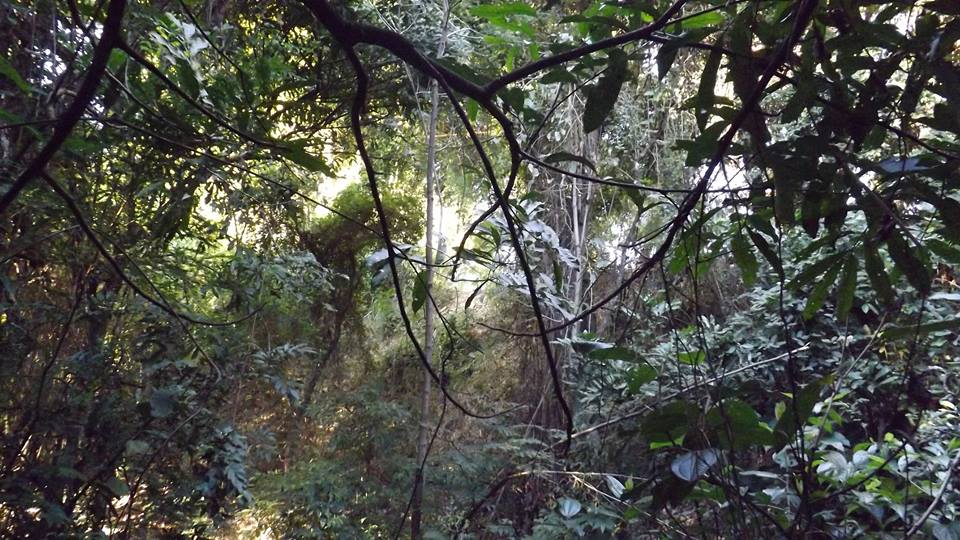
Interior da Trilha do Cipó.
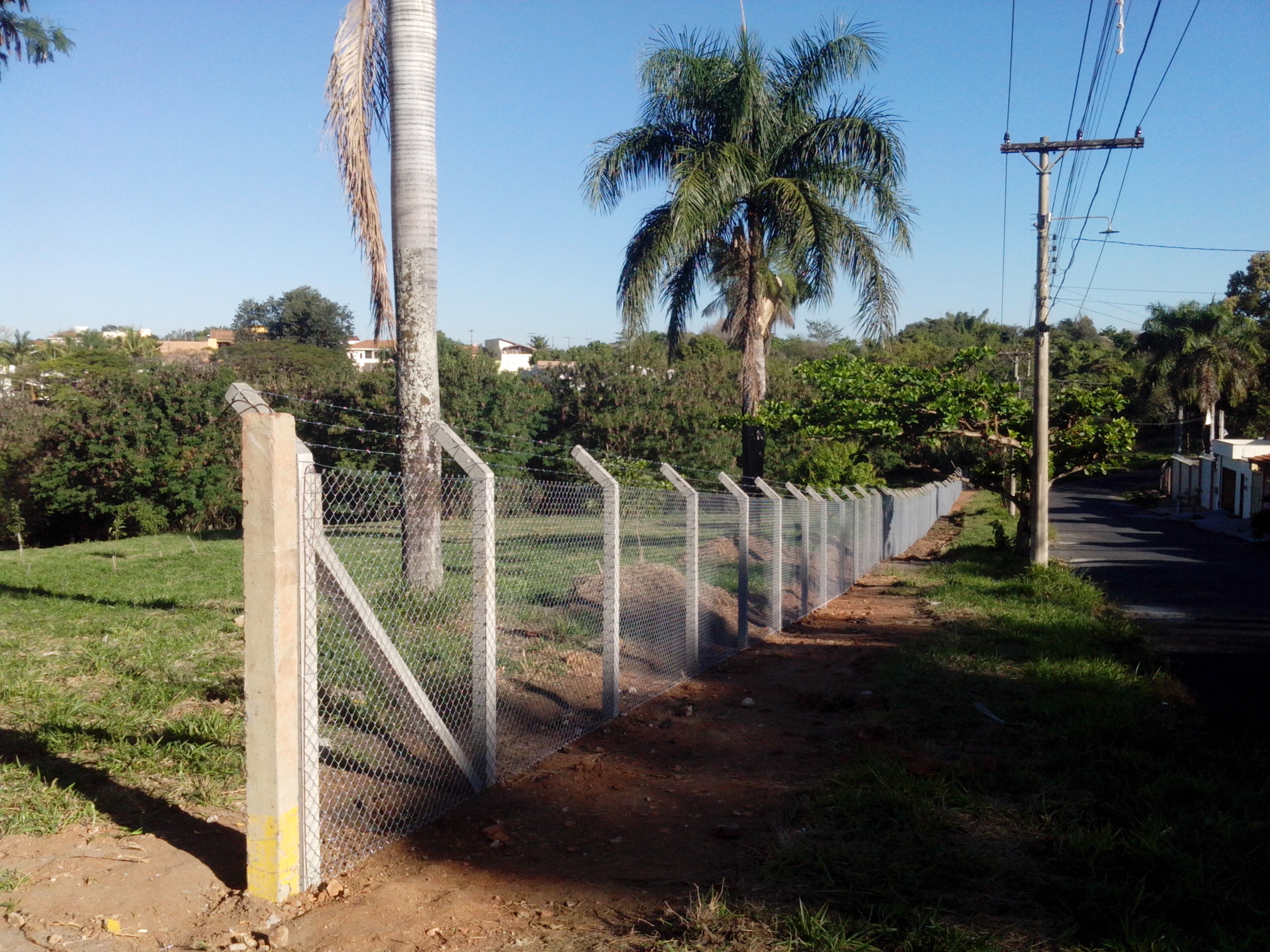
R. Florianópolis, Área II.
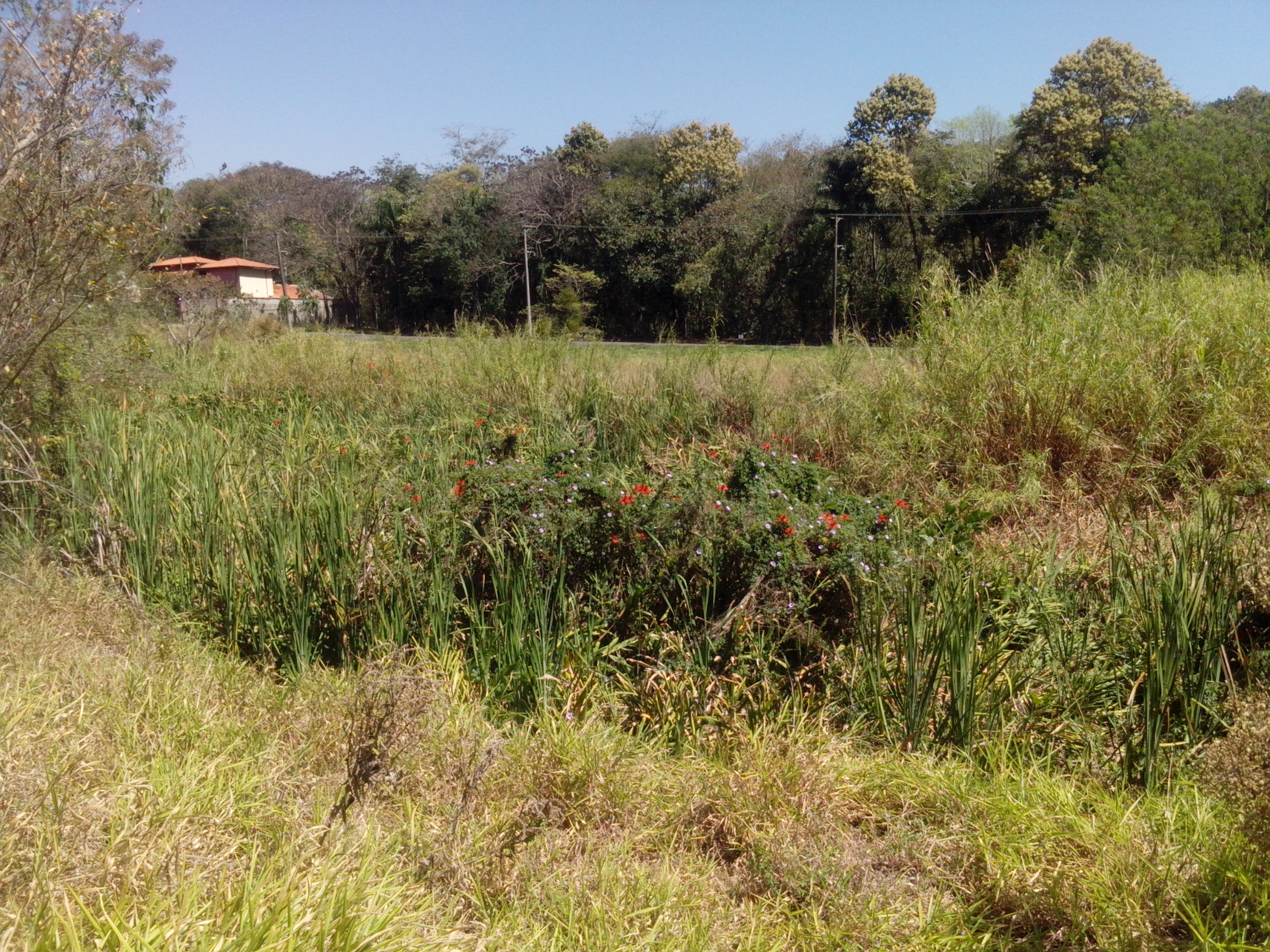
Área úmida (Brejos).
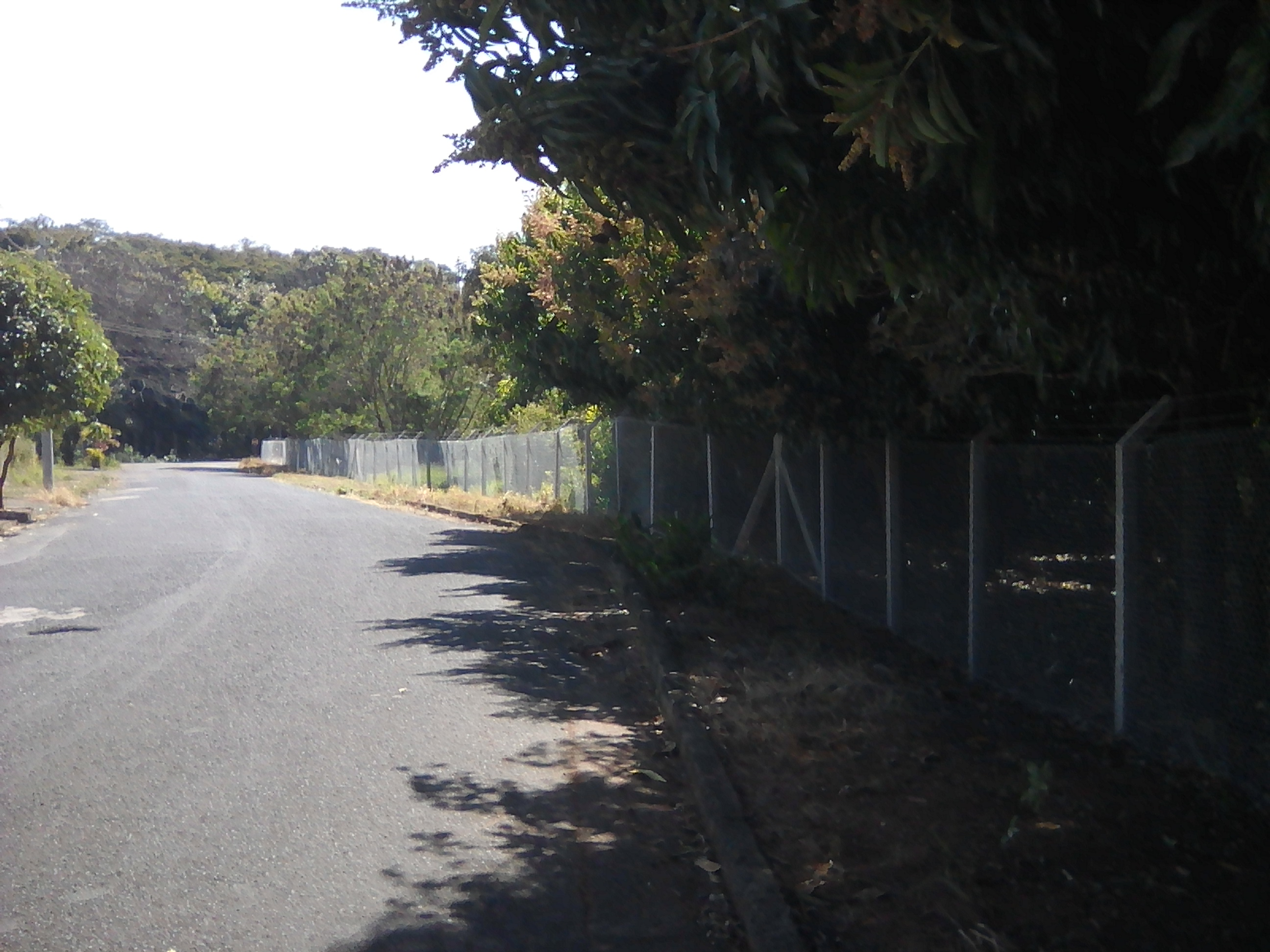
Obra de cercamento na R.Pedro Pícoli

## Fundação Ecologia e Vida

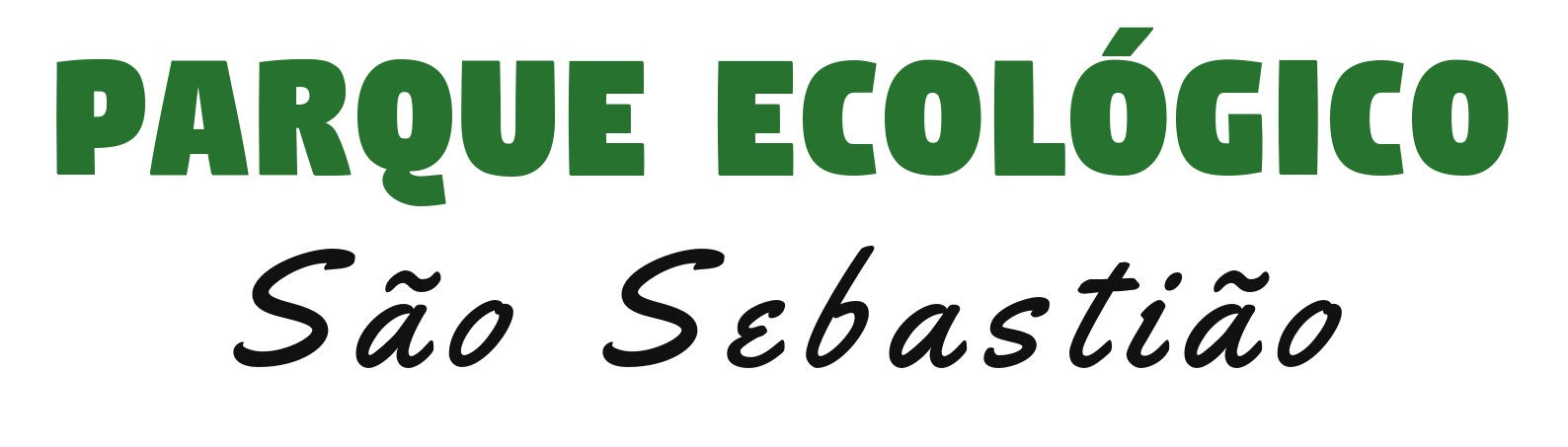
Logotipo do Parque Ecológico.

O Parque Ecológico São Sebastião é administrado pela Fundação Ecologia e Vida, criada no ano de 1997, com a finalidade de realizar o projeto de revitalização e conservação do parque. Sendo responsável por realizar manutenções, plantios e monitoria, além de servir também como guia para receber visitas de escolas, famílias, turistas, entre outros. Tendo na composição total de sua diretoria dezesseis membros, as antigas diretorias, geralmente, eram compostas de membros cuja residência se localizava majoritariamente nos bairros do entorno, ou seja: Vila Quintino, Chico Piscina e Jardim Lavínia. 
Entretanto, com o passar dos anos, foram incluídos participantes de diversos outros bairros representando variadas entidades dos segmentos ambiental, social e educacional. 

## Educação ambiental

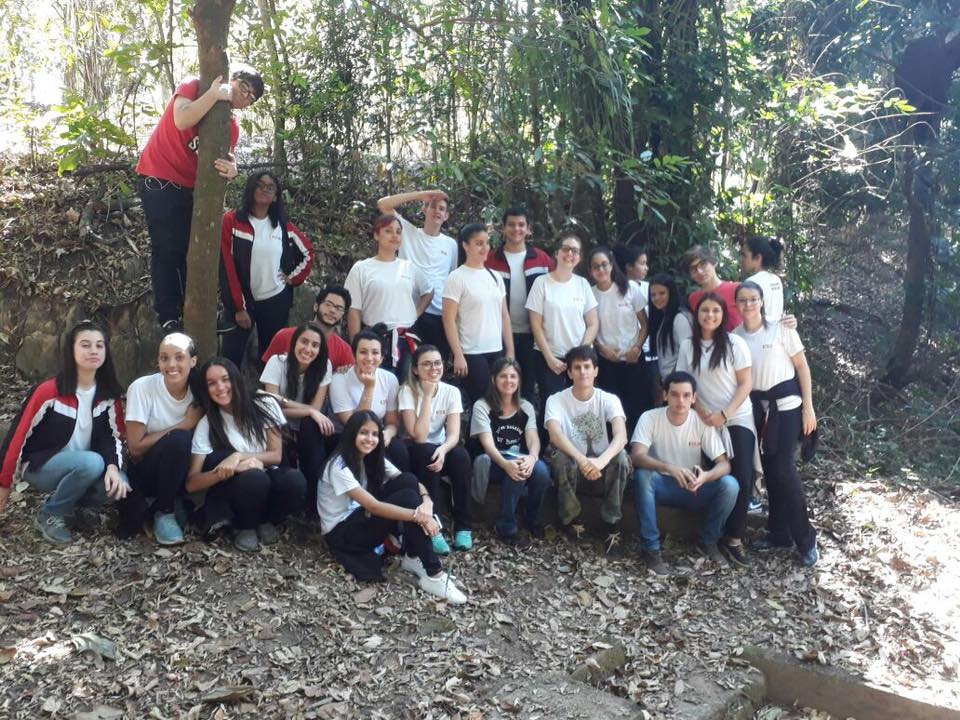
Alunos da Escola SESI visitando o Parque.

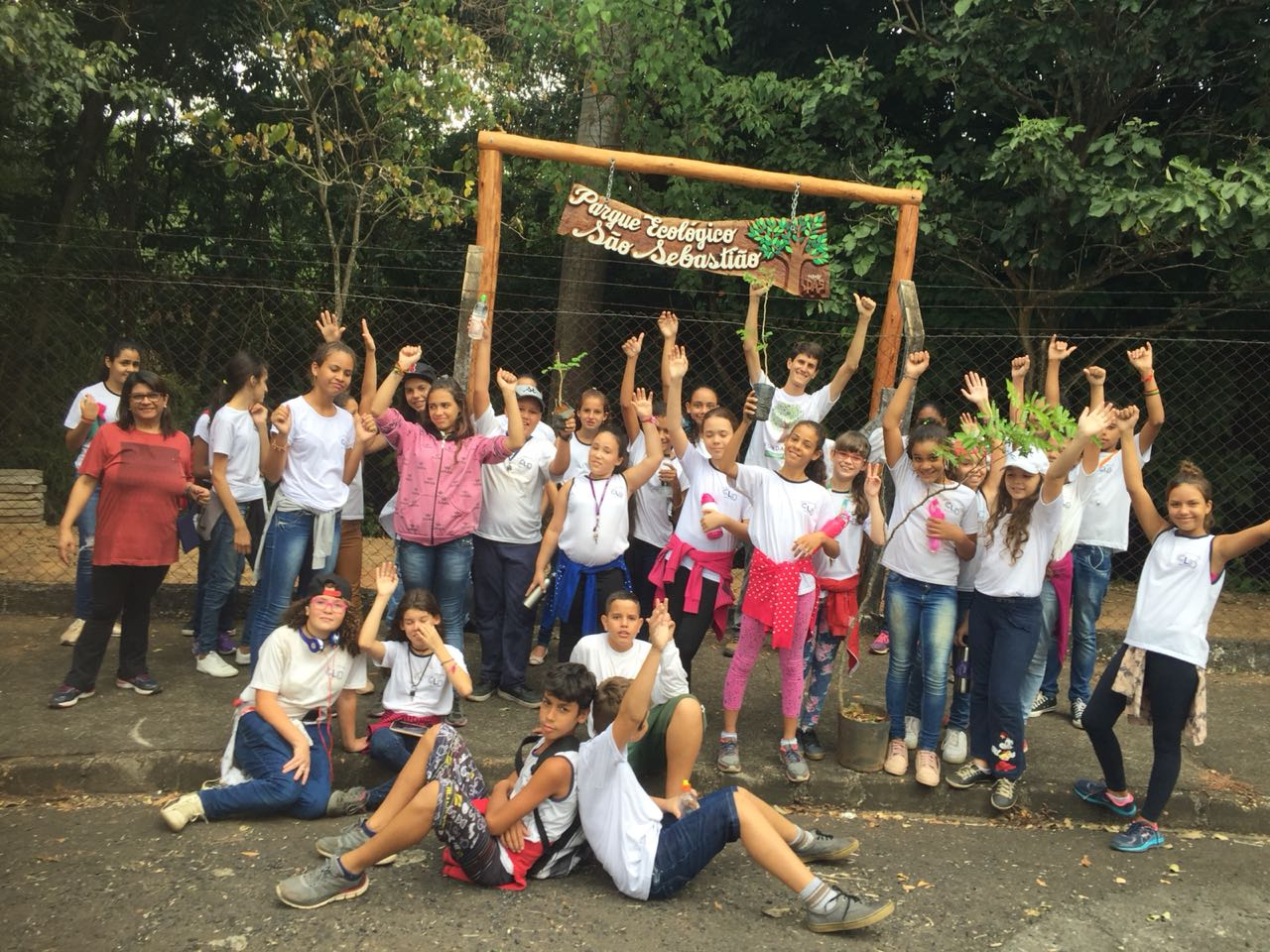
Alunos da escola estadual Dr.Carlos Lima Dias.

O projeto de Educação Ambiental no Parque Ecológico São Sebastião visa a conscientização ecológica e contato com a natureza, por meio de uma vivência prática com explicações abordando as questões mais relativas, como as características únicas das árvores, as diferenças entre os biomas, o desenvolvimento e a conexão da floresta, observação dos espécimes da fauna que ali habitam, além de uma ampla reflexão sobre as nascentes e sua importância para a vida.

### Visitas
A entrada de alunos, famílias, turistas e outros visitantes é recebida, e guiada, por um dos membros da Fundação Ecologia e Vida. Sendo totalmente gratuita. Aqueles que desejarem realizar alguma visita necessitam, primeiramente, de agendar previamente com algum dos membros da Fundação, para que se combine um horário viável a todos os envolvidos.
É possível usufruir das trilhas e minas d'água durante o percurso da visita, conhecer diversas curiosidades sobre o bioma local e suas características singulares, como já dito acima, podendo também observar e fotografar a bio-diversidade de Fauna e Flora no local.